# Цельнолистник
Цельнолистник, или Простолистник, или Гаплофиллум (лат. Haplophyllum; от др.-греч. ἁπλόος, haploos — простой и φύλλον, phyllon — лист), — род растений семейства Рутовые (Rutaceae), распространённый на севере Африки, юге Европы и в Азии.

## Ботаническое описание
Многолетние травянистые растения или невысокие полукустарники. Листья очерёдные, сидячие, простые, цельные, реже 3—5(6)-рассечённые.
Цветки обоеполые, актиноморфные, пятимерные, собраны в густые верхушечные цимозные соцветия, часто щитковидные, реже цветки одиночные. Чашелистиков 5, свободные или до половины сросшиеся. Лепестков 5, цельные, ноготковые, обычно жёлтые, реже красные с жёлтым краем, в бутоне черепитчатые. Тычинок 10, свободные или сросшиеся основаниями. Гинецей из (2)3—5 плодолистиков; завязь с (2)4—12 семязачатками в каждом гнезде. Столбик 1 с головчатым рыльцем. Плод — (2)3—5-гнёздная коробочка, локулицидная или реже нераскрывающаяся. Семена почковидные; семенная кожура кожистая, морщинистая; зародыш изогнутый.

## Виды
Род включает около 65—70 видов, некоторые из них:
- Haplophyllum acutifolium (DC.) G.Don — Цельнолистник остролистный
- Haplophyllum affine (Aitch. & Hemsl.) Korovin — Цельнолистник близкий
- Haplophyllum alberti-regelii Korovin — Цельнолистник Альберта Регеля
- Haplophyllum armenum Spach — Цельнолистник армянский
- Haplophyllum bucharicum Litv. — Цельнолистник бухарский
- Haplophyllum bungei Trautv. — Цельнолистник Бунге
- Haplophyllum ciscaucasicum (Rupr.) Grossh. & Vved. — Цельнолистник предкавказский
- Haplophyllum dauricum (L.) G.Don — Цельнолистник даурский
- Haplophyllum dshungaricum N.I.Rubtzov — Цельнолистник джунгарский
- Haplophyllum dubium Korovin — Цельнолистник сомнительный
- Haplophyllum eugenii-korovinii Pavlov — Цельнолистник Евгения Коровина
- Haplophyllum ferganicum Vved. — Цельнолистник ферганский
- Haplophyllum kowalenskyi Stschegl. — Цельнолистник Ковалевского
- Haplophyllum latifolium Kar. & Kir. — Цельнолистник широколистный
- Haplophyllum monadelphum Afan. — Цельнолистник однобратственный
- Haplophyllum multicaule Vved. — Цельнолистник многостебельный
- Haplophyllum obtusifolium (Ledeb. ex Eichw.) Ledeb. — Цельнолистник туполистный
- Haplophyllum pedicellatum Bunge ex Boiss. — Цельнолистник цветоножковый
- Haplophyllum popovii Korovin — Цельнолистник Попова
- Haplophyllum ramosissimum (Paulsen) Vved. — Цельнолистник ветвистый
- Haplophyllum robustum Bunge — Цельнолистник мощный
- Haplophyllum shelkovnikovii Grossh. — Цельнолистник Шелковникова
- Haplophyllum suaveolens (DC.) G.Don — Цельнолистник душистый
- Haplophyllum tenue Boiss. — Цельнолистник тонкий
- Haplophyllum thesioides (Fisch. ex DC.) G.Don — Цельнолистник ленцевидный
- Haplophyllum tragacanthoides Diels
- Haplophyllum tuberculatum (Forssk.) A.Juss. typus[1]
- Haplophyllum versicolor Fisch. & C.A.Mey. — Цельнолистник разноцветный
- Haplophyllum villosum (M.Bieb.) G.Don — Цельнолистник мохнатый
- Haplophyllum vvedenskyi Nevski — Цельнолистник Введенского